# Zoltán Dani

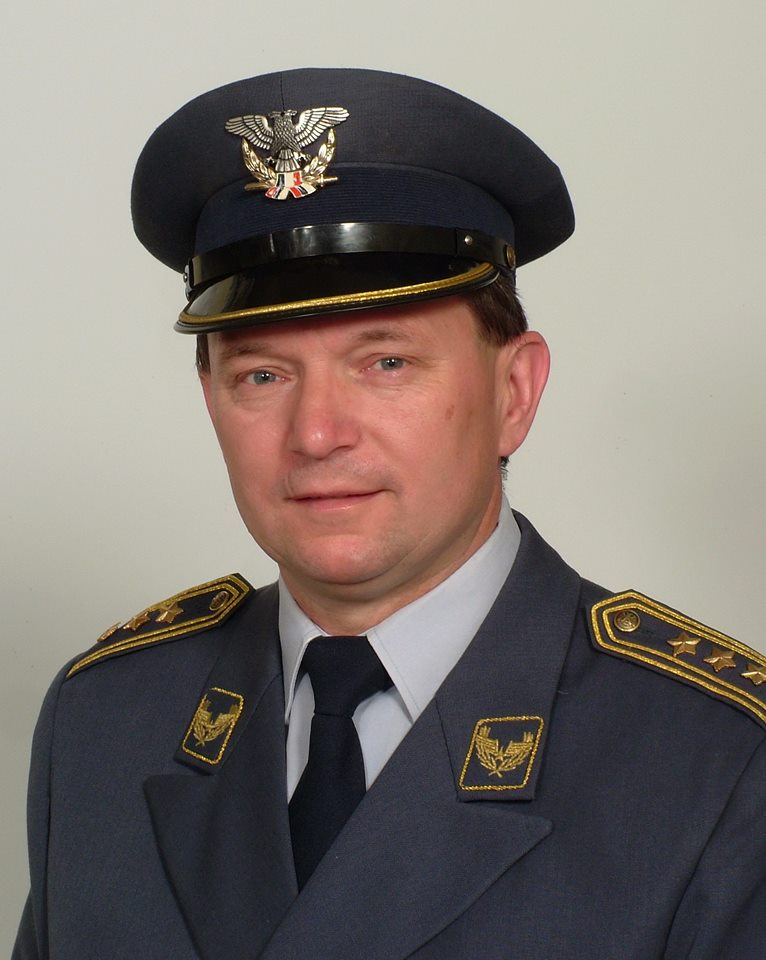
Zoltán Dani, 2017

Zoltán Dani (* 23. Juli 1956 in Kovin, Föderative Volksrepublik Jugoslawien) ist ein früherer Offizier der Streitkräfte von Serbien und Montenegro.

## Werdegang
Geboren und aufgewachsen in Kovin, gehört er der ungarischen Minderheit in Serbien an. Nach der Schule absolvierte er zunächst eine Ausbildung zum Bäcker. Danach diente er von 1978 bis 2004 in der Jugoslawischen Volksarmee zuletzt im Dienstgrad Oberst. Während des Kosovokriegs kommandierte er die dritte Batterie der 250. Flugabwehrraketenbrigade.
Am 27. März 1999 operierte seine Einheit in der Nähe des Ortes Buđanovci in der Vojvodina. Sie waren ausgestattet mit der 1961 in Dienst gestellten und weiterentwickelten sowjetischen S-125 Newa, einem radargeleiteten Flugabwehrraketensystem mit zweistufiger Rakete. Es gelang ihnen an diesem Tag, einen der von bisher 64 Stück gebauten Tarnkappenbomber Lockheed F-117 Nighthawk abzuschießen. Der Pilot der F-117, Dale Zelko, konnte das Flugzeug mit dem Schleudersitz verlassen und wurde am nächsten Tag von einem Suchtrupp gerettet. Über die ganze Geschichte wurde eine Dokumentation mit dem Titel The 21st Second gedreht.
Dani und der von ihm abgeschossene Zelko trafen sich 2012 und sind seither befreundet. Dani arbeitet inzwischen wieder in seinem zivilen Beruf. Er ist verheiratet und Vater von drei Kindern.